# Маслиновац (Пељешац)
Маслиновац је мало ненасељено острво у хрватском делу Јадранског мора.
Маслиновац се налази између острва Тајана и Дубовца од којег је удаљеноко 1 км. Површина острва износи 0,049 км². Дужина обалске линије је 0,82 км.. Највиши врх на острву је висок 30 метара.